# Birgitta Trommler
Birgitta Trommler (* 29. Januar 1944 in München) ist eine deutsche Tänzerin, Choreografin und Regisseurin.

## Leben
Sie nahm Unterricht bei Maja Lex in Köln und ging dann in die USA, wo José Limón und Merce Cunningham zu ihren Lehrern gehörten. Trommler tanzte in verschiedenen amerikanischen Ensembles, unter anderem auch bei Katherine Dunham und beim Tanztheater von Philadelphia. Bereits seit 1967 war sie auch choreografisch tätig. 
Wieder in Deutschland, übernahm sie unter anderem die Choreografie für den Film Der Räuber Hotzenplotz. 1976 gründete sie  in Schwabing das bis heute bestehende „Tanzprojekt München“. Es umfasst eine Tanzschule mit einer eigenen Tanzkompanie. 1989 wurde Birgitta Trommler Direktorin des Tanztheaters Münster, welches zu den Städtischen Bühnen Münster gehört. 1996 übernahm sie die Leitung der Sparte Tanz am Staatstheater Darmstadt.
Birgitta Trommler schuf zahlreiche Theatertanzstücke, die sie selbst inszenierte, darunter Makrokosmos (1976), Night Passage (1976), Riesen raus (1982), Trau, schau wem (1984), Stella (1986), Jeder ist eine kleine Gesellschaft (1989), Willkommen in der Wirklichkeit (1991), Wie Lulu (1992), Gegenwart. Ich brauche Gegenwart (1997), The Photographer (1999) und Im Sandkasten (2000). 1987 führte sie Regie in dem Film Wenn ich die Antwort wüßte. 